# Jochen Hecht
Jochen Hecht, född 21 juni 1977 i Mannheim, Tyskland, är en professionell ishockeyspelare som spelar för Adler Mannheim i DEL. Han har tidigare spelat för NHL-lagen St. Louis Blues, Edmonton Oilers och Buffalo Sabres.
Hecht är en av få tyskfödda ishockeyspelare som spelat i NHL.